# Modularer Modelleisenbahnbau

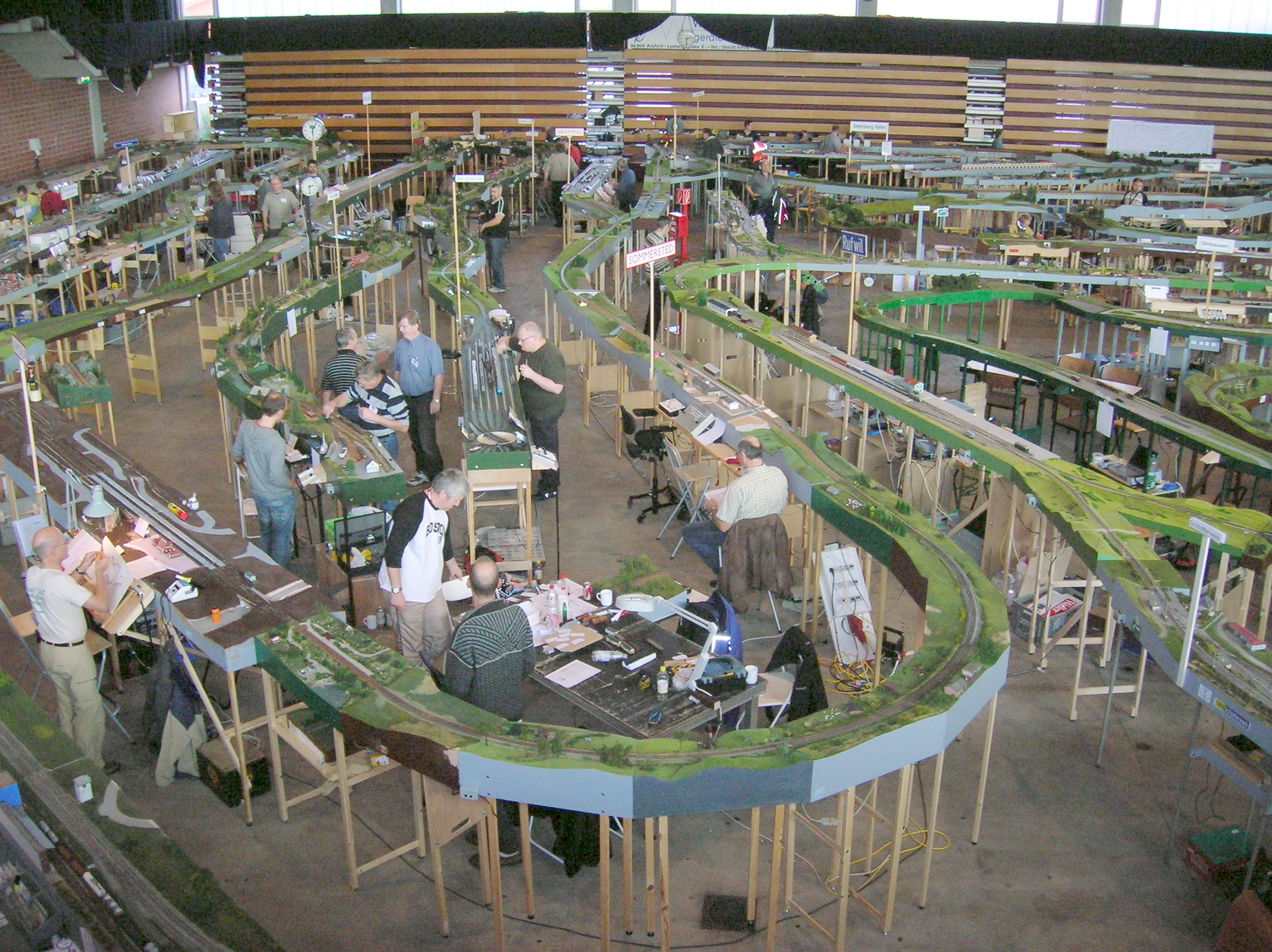
Modulanlage beim FREMO-Treffen 2006

Der modulare Modelleisenbahnbau, meist kurz Modulbau, ist eine Darstellungsform beim Aufbau von Modelleisenbahnen. Statt einer ganzen Anlage werden Module mit definierten Schnittstellen gebaut. Mehrere Module können frei zu einer Modellbahnanlage zusammengestellt werden. Diverse Modelleisenbahn-Freundeskreise und -Vereine veröffentlichen Normen für Module und deren Schnittstellen.
Einzelne Modulsysteme enthalten mehrere, geometrisch verschiedene Schnittstellen, um die Darstellungsmöglichkeiten zu erweitern. Dafür wird eine Einschränkung der freien Kombinierbarkeit in Kauf genommen.
Die Module umfassen dabei die eigentlichen Gleisanlagen, und Dioramen, also Teile, die außerhalb des Gleisbereichs für eine landschaftliche Illusion sorgen sollen oder detailreiche Szenen darstellen. Einzelne Module können dabei aus mehreren Segmenten bestehen, die untereinander nach individueller Norm verbindbar sind. Es gibt auch ganze Modelleisenbahnanlagen, die der jeweilige Erbauer nach seiner eigenen Norm aus Modulen zusammensetzt.
Die Modul-Technik bietet eine leichte Transportierbarkeit, beispielsweise bei Umzügen oder bei der Präsentation auf Modellbahnausstellungen, große Flexibilität bei der Anlagengestaltung durch die Möglichkeit verschiedener Modulabfolgen und die Möglichkeit, Module mehrerer Modelleisenbahner zu großen Anlagen zusammenzufassen.
Die Normung umfasst unter anderem die Lage der Gleisanschlüsse an den Modulstirnflächen inklusive des zugehörigen Unterbaus. Manche Systeme weisen genormte Abmessungen auf; bei einigen Modulsystemen umfasst die Normierung auch auf die Darstellung der Landschaft, um ein in der Zeitepoche und der Jahreszeit stimmiges Bild zwischen den verschiedenen Modulen zu erhalten. Bekannte, vereinsübergreifende Modulsysteme werden von FREMO, Nordmodul, N-Trak und C-Trak geführt. Zudem baut das H0-Modellbahnforum als einziges Forum eine Forumbahn. Dazu gibt jedes Jahr mehrere Treffen, einige davon sind als Ausstellungen öffentlich. Kleinere Module ab etwa  DIN A4 werden häufig mit T-Trak gebaut.